# Prochaetoderma
Prochaetoderma son un género de moluscos perteneciente a la familia Prochaetodermatidae. El género comprende 38 especies, siendo organismos vermiformes y espiculosos. Se encuentran principalmente en la zona béntica de aguas profundas. 
El género Prochaetoderma se caracteriza por presentar una rádula biserial con dientes falciformes, donde cada par de dientes tiene una región basal reforzada y un par de puntales o mandíbulas de refuerzo, espatulados, con una base pequeña y ovalada, así como por la falta de una constricción externa entre la región corporal anterior y el tronco. 
Las especies del género presentan espículas que están adpresas paralelamente y engrosadas simétricamente alrededor del eje longitudinal y tienen estrías longitudinales finas.

## Distribución
Se encuentran en una amplia gama de profundidades, desde las plataformas continentales hasta las profundidades hadales de aproximadamente 7300m son comunes en el Atlántico Norte, el Pacífico Norte y el Océano Índico. La diversidad y abundancia de estas especies varían según la región y la profundidad, con algunas especies mostrando una distribución cosmopolita y otras siendo endémicas de áreas específicas, por ejemplo del Mar mediterráneo. La clasificación y diferenciación de estas especies se basa en la morfología de las espículas y otros caracteres anatómicos.

## Ecología
Las especies de Prochaetoderma sp. son importantes en términos ecológicos debido a su abundancia y dominancia en ciertos hábitats. Por ejemplo, Prochaetoderma yongei puede alcanzar densidades de hasta 400 individuos por metro cuadrado en algunas áreas del Atlántico norte. Estas especies también muestran una distribución geográfica amplia, correlacionada con una distribución vertical en profundidad mayor a 1,500 metros.

## Alimentación
Los organismos de este género son son generalistas en cuanto a alimentación, ya que se alimentan tanto de detritos orgánicos como de pequeños organismos, principalmente foraminíferos, a los cuales sostienen entre mandíbulas fuertes y prominentes, a menudo visibles a través de la epidermis y la cutícula cubierta de espículas. Tienen algunos atributos de oportunistas, ya que una especie a 2000 m alcanza la madurez sexual al año de haberse establecido.

## Especies
- Prochaetoderma boucheti: Morfología: de tamaño pequeño (longitud hasta 2,5 mm), tronco translúcido con brillo sedoso, espículas adpresas, dispuestas de anteroventral a dorsoposterior, espículas del tallo erectas. Distribución: Golfo de Vizcaya hasta el mar Mediterráneo occidental desde 60 a 860 m de profundidad.[6]
- Prochaetoderma raduliferum: Morfología: liso, brillante, translúcido, el vástago se distingue del tronco, disposición de las espículas ligeramente anteroventral a posterodorsal.  Distribución: Conocido únicamente en profundidades del Mediterráneo oriental y el mar de Mármara, entre 50 y 155 m. Esta especie ha sido considerada como la única de proquetodermátido en el mar Mediterráneo.[7]
- Prochaetoderma yongei: Morfología: La morfología de Prochaetoderma yongei se caracteriza por su cuerpo vermiforme y la presencia de espículas de aragonito, que producen colores de interferencia indicando el grosor y la simetría de las espículas. La especie se distingue de otros miembros de la familia Prochaetodermatidae por la morfología de sus espículas y rádula. Distribución: Se le puede encontrar en el talud continental hasta la cresta continental superior en la cuenca norteamericana, el Atlántico norte al sur de Islandia, la cuenca europea y el golfo de Vizcaya, la cuenca de Cabo Verde, la cuenca de Angola y la cuenca del Cabo frente al suroeste de África.[8]
- Prochaetoderma alleni: Morfología: Longitud de  1,5-3,2 mm, ancho  0,3-1 mm. Color blanco parduzco, escudo bucal pareado con dos partes ovales, entre las que se encuentra la boca. Con cuatro regiones corporales: anterior, tronco, cola y borla. Distribución: De Islandia al Golfo de Vizcaya a una profundidad de 213-1175 m; oeste de la península ibérica a una profundidad de 600-1500 m.[9]